# 油谷智也
油谷 智也（あぶらたに ともや、1979年4月15日 ‐ ）は、日本の俳優、歌手である。元キリンプロ所属。
2006年、ラジオ番組『純子と涼のアシタヘストライク!』で「イメージソングオーディション」に合格。

## 楽曲
- GOAL（『純子と涼のアシタヘストライク!』のイメージソング） - コーラス
- アシタへドンドン（『純子と涼のアシタヘストライク!』のイメージソング） - コーラス
- Luminous（真琴つばさに楽曲提供）